# Downton Brewery Co
Downton Brewery Co, bryggeri i Downton, Wiltshire, Storbritannien. Bryggeriet invigdes 2003.

## Exempel på varumärken
- Chimera Gold
- Chimera Red
- Chimera Wheat